# Erich Weixler
Erich Weixler (* 27. September 1945) ist ein ehemaliger deutscher Fußballspieler. In der letzten Saison der alten zweitklassigen Fußball-Regionalliga Süd, 1973/74, gehörte der torgefährliche Flügelstürmer der Meistermannschaft von FC Augsburg an. Insgesamt werden für Weixler von 1966 bis 1974 in der Regionalliga Süd 243 Ligaeinsätze mit 68 Toren notiert.

## Karriere
Erich Weixler spielte in der Jugend des BC Augsburg und gehörte 1965/66 der Meistermannschaft und dem Aufsteiger in die Regionalliga Süd an. Unter Trainer Fritz Schollmeyer belegte der Aufsteiger den 16. Rang und stieg wieder umgehend in das bayerische Amateurlager ab. Am 21. August 1966 hatte er bei einem 2:2-Auswärtsremis beim 1. FC Pforzheim sein Debüt in der Regionalliga gegeben. An der Seite von Mitspielern wie Otmar Maurus, Willi Miller, Hans-Jürgen Mumme und Walter Schwab hatte der schnelle Angreifer mit 11 Toren in 29 Spielen den Ligakonkurrenten Stuttgarter Kickers auf sich aufmerksam gemacht und wechselte zur Saison 1967/68 zu den Kickers nach Stuttgart-Degerloch.
Unter dem ehemaligen Meistertrainer des VfB Stuttgart, Georg Wurzer, belegten die Kickers den 4. Rang. Neuzugang Weixler hatte in 23 Ligaeinsätzen vier Tore an der Seite von Mitspielern wie Herbert Dienelt, Peter Schäffler, Dieter Schurr, Rolf Steeb, Helmut Fürther, Rainer Eisenhardt und Erich Schmeil erzielt.
Auch in seinem zweiten Jahr belegte er mit den „Blauen“ erneut den 4. Rang; jetzt lediglich einen Punkt hinter Meister und Vizemeister Karlsruher SC beziehungsweise Freiburger FC. Er war jetzt unumstrittener Leistungsträger und Stammspieler. In 30 Ligaeinsätzen erzielte er acht Tore. Nach dem knappen Scheitern am Einzug in die Bundesligaaufstiegsrunde beendete Trainersenior Wurzer sein Engagement beim Team vom Waldau-Stadion und als Nachfolger kam Gerd Menne unter den Stuttgarter Fernsehturm. Weixler steigerte seine persönliche Quote zwar auf 35 Ligaeinsätze mit neun Treffern, die Kickers fielen aber trotz der Neuzugänge Ludwig Bründl, Rudolf Kröner, Hans Rigotti und Rainer Potschak auf den 12. Platz zurück. Zur folgenden Runde 1970/71 kehrte zwar wieder der alte Fachmann Georg Wurzer zurück, aber auch er konnte nicht mehr als den 10. Rang erreichen. Nach vier Runden hatte Erich Weixler für die Kickers 124 Spiele mit 26 Toren bestritten und wechselte zur Saison 1971/72 zu den „Löwen“ von TSV 1860 München. 
Beim Deutschen Meister des Jahres 1966 ging es absolut um den Einzug in die Bundesligaaufstiegsrunde, die Rückkehr in die Bundesliga war das Saisonziel. Unter Trainer Hans Tilkowski erzielte Weixler sofort in seinem ersten Ligaspiel am 15. August 1971 bei einem 4:1-Auswärtserfolg beim FC Villingen an der Seite von Mitspielern wie Hans Rebele und Georg Metzger seinen ersten Treffer, am Rundenende belegte 1860 aber in der Südliga nur den 3. Rang. In 35 Ligaeinsätzen hatte Weixler acht Tore erzielt. In seinem zweiten Löwenjahr, 1972/73, wurde Trainer Tilkowski bereits am 31. August 1972 durch Elek Schwartz ersetzt, aber die Hoffnungen durch die Neuverpflichtungen der Spieler Hans-Joachim Weller und Ferdinand Keller mit Gewalt die Bundesligaaufstiegsrunde zu erreichen, zerschlugen sich erneut. Auch 1973 musste sich 1860 München mit dem 3. Rang im Süden begnügen und Weixler hatte in 22 Ligaeinsätzen fünf Tore erzielt.
Zum letzten Jahr der alten zweitklassigen Regionalliga, 1973/74, schloss er sich dem Aufsteiger FC Augsburg an. In der Fugger-Stadt war mit der Rückkehr des Italienlegionärs und Ex-Nationalspielers Helmut Haller eine gewaltige Euphorie ausgebrochen. Unter Trainer Milovan Beljin startete die „Haller-Elf“ am 11. August 1973 mit einem 6:2-Heimerfolg gegen den VfR Heilbronn im heimischen Rosenaustadion in die Runde. Im Angriff war der Gastgeber in der 4:3:3-Formation in der Besetzung mit Hans Jörg, Karl Obermeier und Weixler aufgelaufen. Alle drei Angreifer trugen sich in die Torschützenliste ein und gehörten im Verlauf der Runde zu den besten Angriffsreihen im Süden. Mittelstürmer Obermeier brachte es auf 25 und Linksaußen Weixler auf 18 Treffer. Sofort am 2. Spieltag, den 15. August, brachte das Auswärtsspiel bei 1860 München einen Höhepunkt zustande: Das Spiel war an einem Mittwochabend ausverkauft, 73.000 Zuschauer waren offiziell in das Olympiastadion geströmt – es wurden aber Zahlen von 80.000/90.000 genannt – und sorgten für einen unvergesslichen Rahmen. Das Spiel endete mit 1:1-Unentschieden. Am Rundenende wurde der FCA mit 48:20 Punkten und 79:47 Toren Meister und zog in die Bundesligaaufstiegsrunde ein. Dort verlor das Team um Weixler zwar nur eine Partie, die fünf Remis waren aber zu viel. Mit einem Punkt Vorsprung setzten sich die „Veilchen“ von Tennis Borussia Berlin durch und stiegen überraschend in die Bundesliga auf. Es war aber trotzdem die erfolgreichste Runde des Fußballers Erich Weixler.
Er stürmte noch für Augsburg im ersten Jahr in der neu geschaffenen 2. Fußball-Bundesliga und kam auf 21 Einsätze mit sechs Toren, beendete aber nach der Saison 1974/75 seine Laufbahn im bezahlten Fußball. Ab 1975 lief er noch für die SpVgg Weiden auf.